# Guilherme I de Osona
Guilherme I ( 1028 - ? ), foi Conde de Osona (ou Ausona) entre 1035 e 1054.

## Biografia
Filho de Berengário Raimundo, Conde de Barcelona e da sua segunda esposa, Gisela de Lluçá, sendo portanto meio-irmão de Raimundo Berengário I. À morte do pai, Guilherme herdou o Condado de Osona, que se separou desta forma dos domínios da linha principal da Casa de Barcelona. Como era menor de idade (à morte do pai tinha sete anos) a mãe tomou a regência do condado. Porém em 1054, Gisela torna a casar e Guilherme renuncia em favor do irmão, que reúne Osona aos domínios familiares. 